# Паулиния
Это — статья о муниципалитете в Бразилии. О роде растений см. Пауллиния.
Паулиния (порт. Paulínia) — муниципалитет в Бразилии, входит в штат Сан-Паулу. Составная часть мезорегиона Кампинас. Находится в составе крупной городской агломерации Агломерация Кампинас. Входит в экономико-статистический микрорегион Кампинас. Население составляет 100 128 человек (оценочно на 2016 год). Занимает площадь 139,332 км². Плотность населения — 524,0 чел./км².

## История
Город основан 28 февраля 1964 года.

## Статистика
- Валовой внутренний продукт на 2005 составляет 6 416 467 140,00 реалов (данные: Бразильский институт географии и статистики).
- Валовой внутренний продукт на душу населения на 2005 составляет 106 081,86 реалов (данные: Бразильский институт географии и статистики).
- Индекс развития человеческого потенциала на 2000 составляет 0,847 (данные: Программа развития ООН).

## Галерея

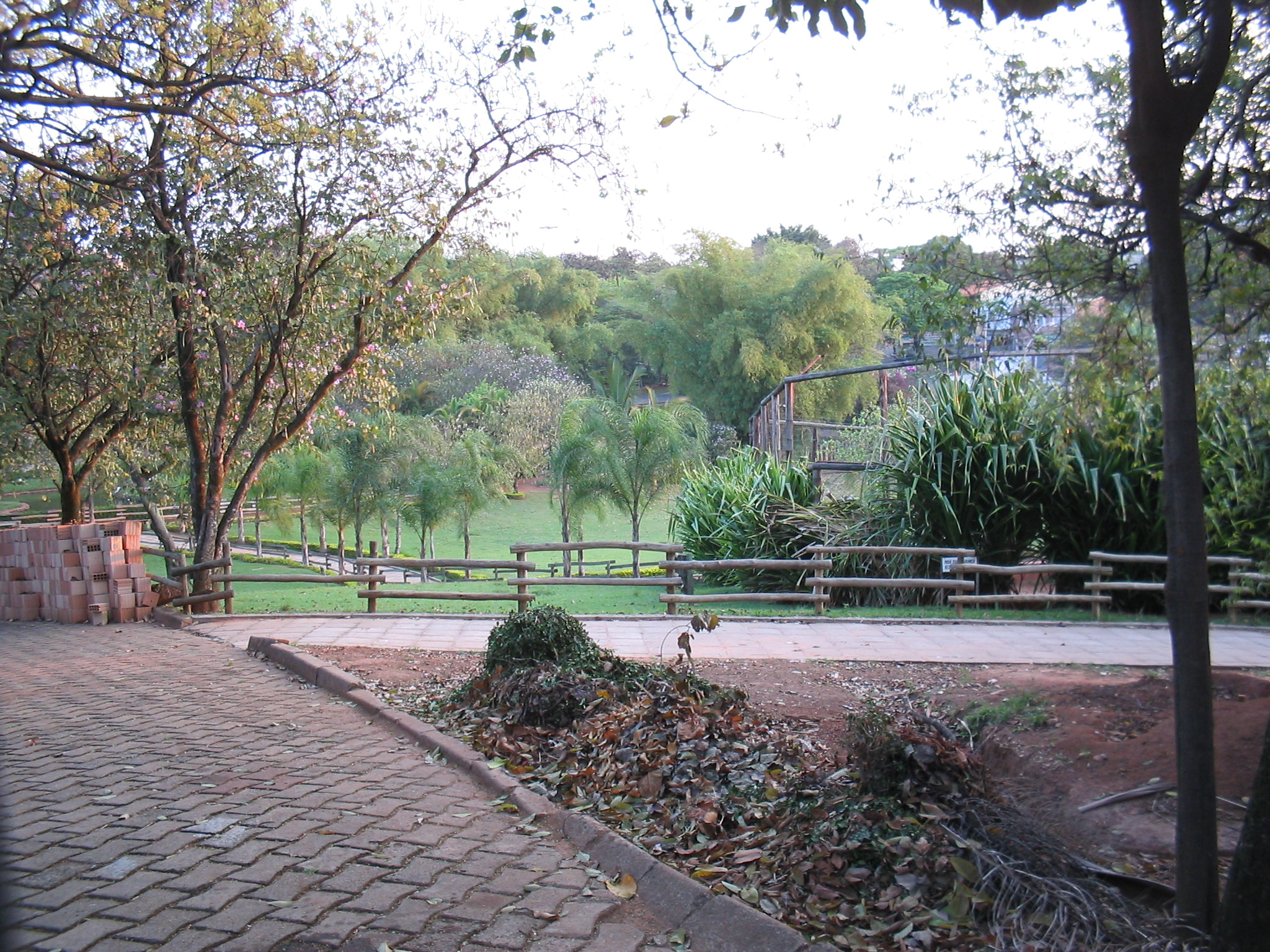
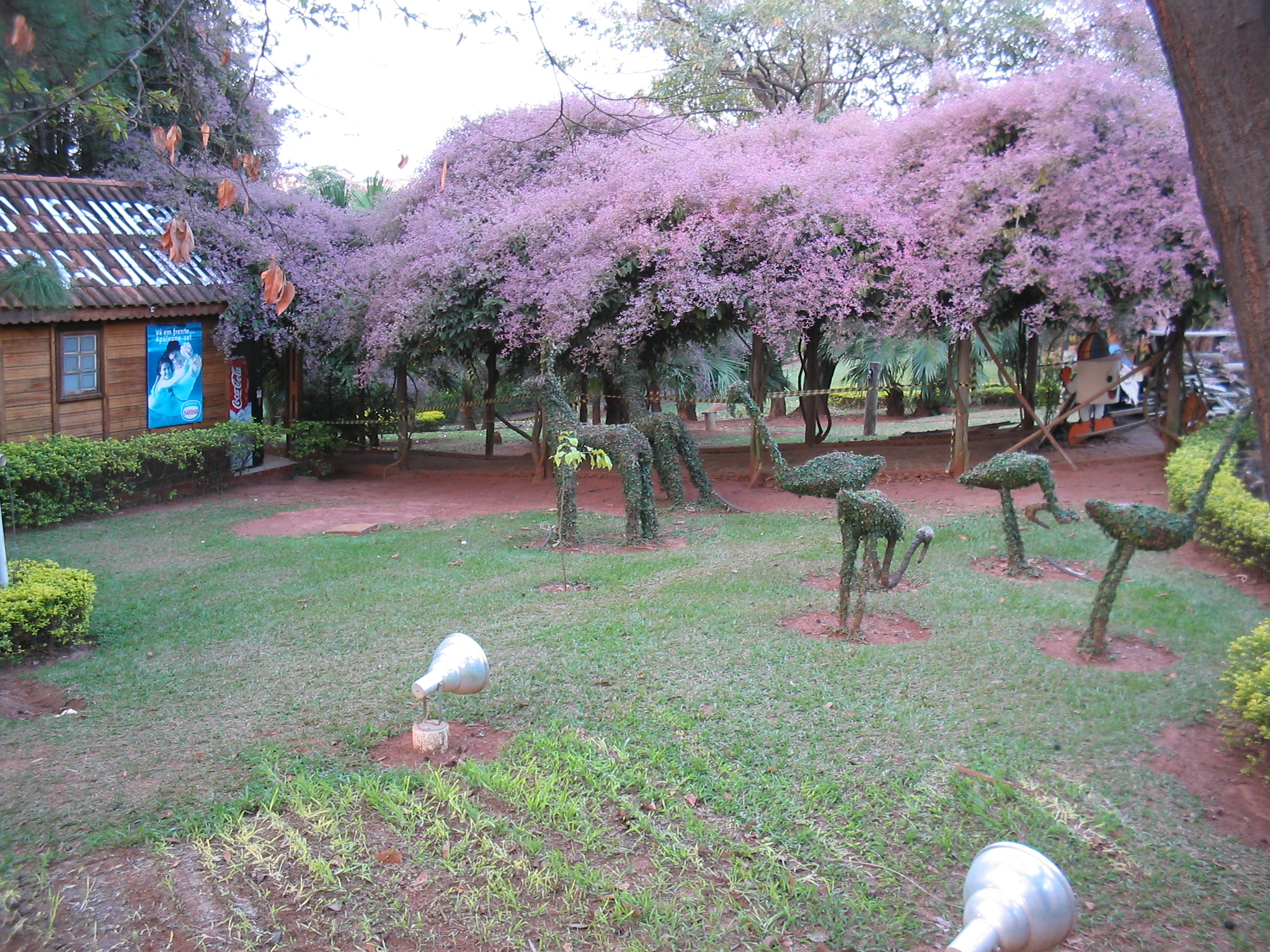
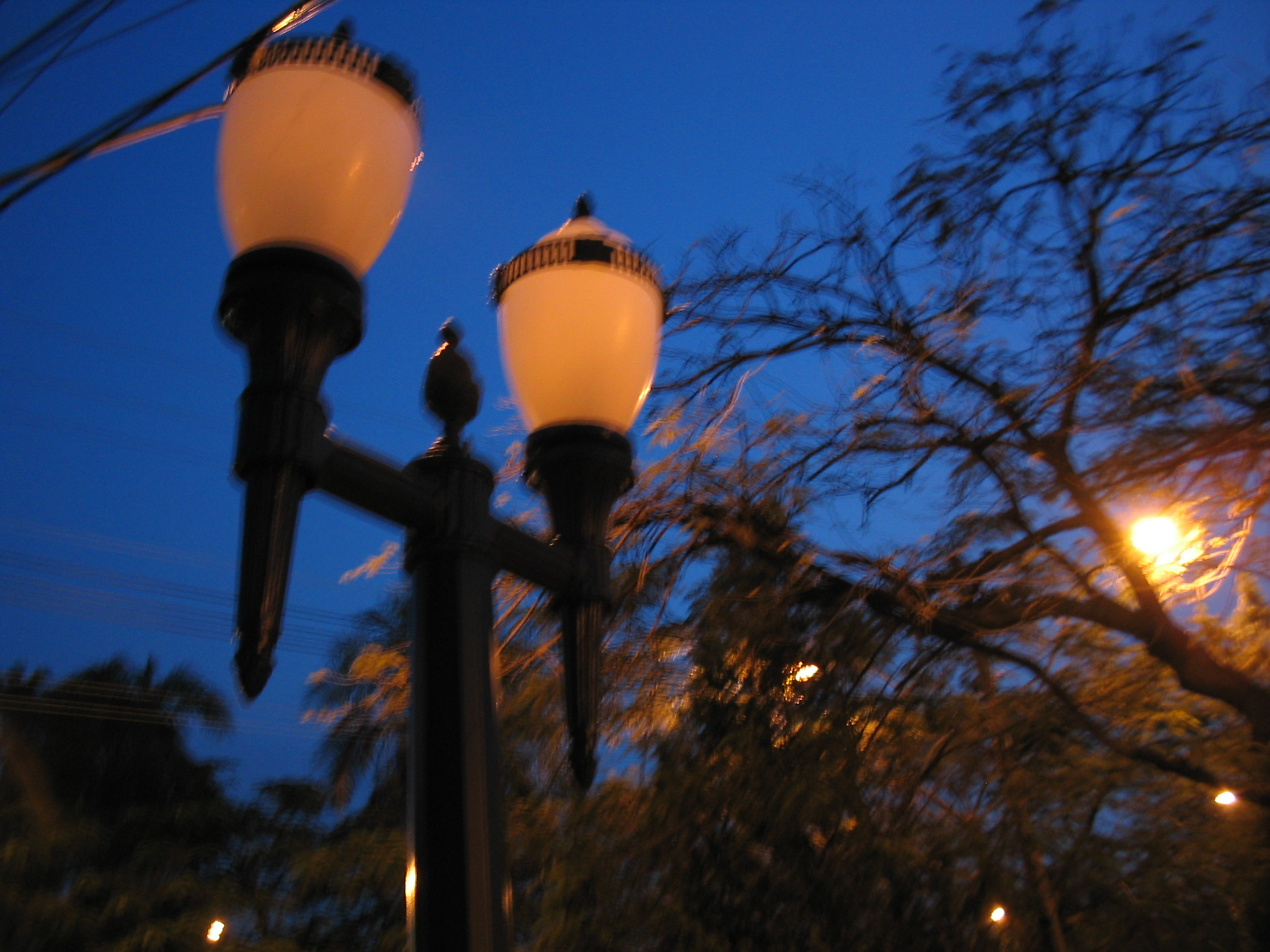